# Tigrini

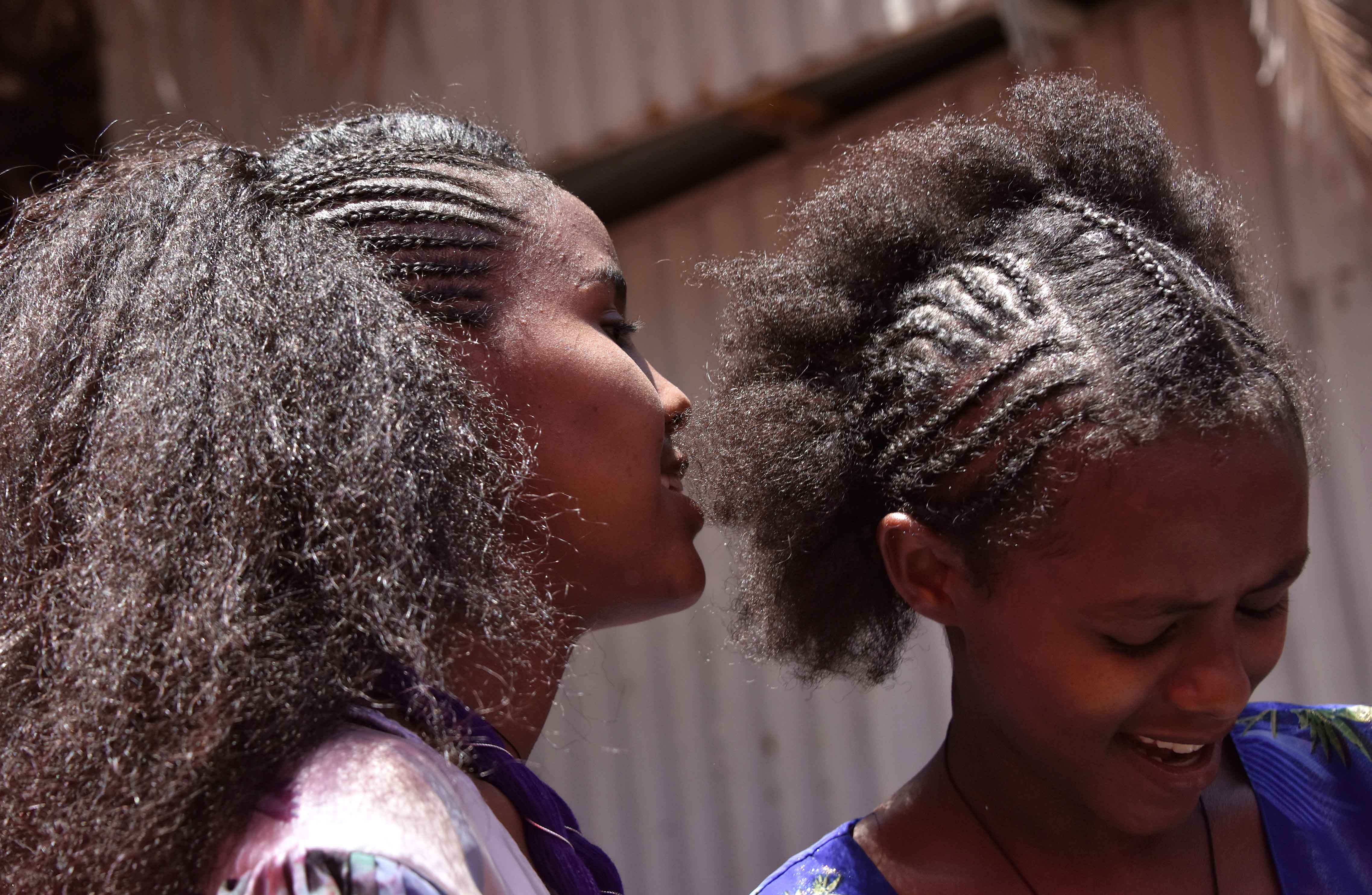
Fete tigrine

Tigrinii (în tigrină:ተጋሩ, în somaleză Dadka Tigreega, în italiană Tigrini) sunt un grup etnic din statul Tigrai din nordul Etiopiei. Tigrinii vorbesc tigrină, și au o cultură specifică, fiind creștini creștini orientali (diferiți față de ortodocșii răsăriteni).
În prezent există în jur de 6 milioane de tigrini, majoritatea aflată în Tigrai. În prezent societatea tigrină se află într-un conflict separatist împotriva Etiopiei.